# لی نا-یونگ
لی نا یونگ (کره‌ای: 이나영؛ زادهٔ ۲۲ فوریه ۱۹۷۹) بازیگر اهل کره جنوبی است. او به خاطر ایفای نقش در پنجشنبه فرمان (۲۰۰۶)، زوزه (۲۰۱۲) و عشق یک کتاب پاداش است (۲۰۱۹) شناخته می‌شود. در کنار فعالیت بازیگری، او در آگهی‌های تبلیغاتی نیز حضور پیدا کرده‌است.